# Martin Wehmer
Martin Wehmer (* 3. Mai 1966 in Blankenstein) ist ein deutscher Maler.

## Leben
Wehmer lebte von 1992 bis 2008 als freischaffender Künstler in Freiburg im Breisgau. Von 2001 bis 2003 war er Mitglied der Künstlergruppe Goldjungs (mit den deutschen Malern Ben Hübsch (* 1963) und Martin Kasper (* 1962)) und beteiligte sich mit ihnen an verschiedenen Gruppenausstellungen und Aktionen. Von 1996 bis 2007 hatte er ein Atelier im E-Werk Hallen für Kunst Freiburg. Er übersiedelte 2008 im Rahmen eines „Artist in Residence“-Programms der IAAB (Internationaler Atelier Austausch Basel) der Christoph Merian Stiftung nach China. Seit dieser Zeit lebt er in Peking. Wehmer kuratierte im Rahmen der Beijing 798 Biennale den deutschen Beitrag für Malerei ANNEXE/INFIX. Von 2009 bis 2014 hatte er Lehraufträge an der deutsch-chinesischen Kunstakademie in Hangzhou, einer Kooperation der Udk Berlin und der Hangzhou China Academy of Art. Wichtige Einzel- und Gruppenausstellungen in China waren z. B. Biennale 798 Beijing, 2009 und verschiedene Galerie Solo-Ausstellungen „Peking fine arts“, Beijing und Contemporary by Angela Li, Hong Kong.

## Preise und Auszeichnungen
- 2001/2002: Atelier-Förderung Baden-Württemberg
- 1996: Kunstpreis der Volksbanken und Raiffeisenbanken, Sonderpreis, Bonn.
- 2003: Stipendium IAAB, International Exchange Basel in Edinburgh College of Art; UK

## Ausstellungen (Auswahl)
- 2002 Kühle Emotionen - Martin Wehmer, Kunstverein Freiburg
- 2003 Kunsthalle Basel (Gruppenausstellung.)
- 2007/8 Morat-Institut für Kunst und Kunstwissenschaft, Freiburg
- 2020 Martin Wehmer -  马丁· 韦默尔, Konfuzius-Institut, Nürnberg-Erlangen[2]
- 2023 Gruppenausstellung Abstrakt Galerie Schmalfuß, Berlin

## Sammlungen
- UBS Hong Kong
- Kunstkredit Basel
- Kultusministerium Kanton Basel
- private Sammlungen in Deutschland, Schweiz, China etc.